# Jacquou le Croquant
Pour les articles homonymes, voir Jacquou le Croquant (homonymie).
Jacquou le Croquant est un roman social français écrit par Eugène Le Roy de mars 1896 à mai 1897. Le titre choisi par l'auteur est La Forêt barade mais l'œuvre est publiée pour la première fois en 1899 sous forme de feuilleton dans la Revue de Paris sous le titre Jacquou le Croquant. L'ouvrage est édité en 1900 par Calmann-Lévy.
Jacquou est inspiré du terme « jacquerie », désignant la révolte paysanne de l'Ancien régime. Il est surnommé le Croquant en référence aux révoltés qui agitèrent le Sud-Ouest de la France aux XVIe et XVIIe siècles.
Le roman aborde la période difficile de la Restauration en France, après le départ de Napoléon Ier. Il aborde la misère qui marque cette époque, où la France est exsangue, après la révolution et les guerres napoléoniennes, surtout dans le monde rural.  

## Résumé
L'histoire commence en 1815 alors que Napoléon Ier est exilé à Sainte-Hélène. 
À Combenègre, pauvre métairie dépendant du château de l'Herm, les Ferral sont métayers du comte de Nansac. À la suite du meurtre de Laborie, régisseur du château, Martissou, le père de Jacquou, est condamné aux galères où il meurt peu après.
Françou, sa mère, obligée de quitter Combenègre, se réfugie dans une masure à Bars où, minée par les trajets et le peu de travail trouvé, elle meurt à son tour. Âgé de 9 ans, Jacquou est orphelin et désormais seul au monde. Il s'en va par les chemins glaner un peu de travail çà ou là. Affamé le plus souvent, dormant dans les fossés, il échoue à Fanlac et s'endort au pied du vieux puits sur la place, épuisé.
Le curé du village, Bonal, le recueille et entreprend son éducation. Peu à peu, Jacquou se remet mais il n'oubliera jamais l'injustice qui a fait mourir ses parents. Cinq ans plus tard, à la mort du curé Bonal, Jacquou, devenu adulte, qui fréquente Lina, devient charbonnier avec son ami Jean. Il braconne aussi quelquefois dans les bois du comte. Un soir, il se fait prendre par les gardes de ce dernier qui l'enferment dans les oubliettes du château. Ne voyant plus son ami et le croyant mort, Lina se jette dans le Gour (gouffre près de Thenon). Pendant ce temps le chevalier de Galibert, ami de Bonal, délivre Jacquou en menaçant le comte de représailles judiciaires. 
Jacquou est libéré mais, en apprenant la mort de sa belle, il rassemble autour de lui tous ceux qui ont eu à se plaindre du comte, qui sont nombreux et il les nomme « les croquants ». Un soir, ils incendient le château. Nansac est ruiné, Jacquou jugé et libéré après l'abdication du roi Charles X dont Nansac était un partisan. Il revient à l'Herm où il se marie avec Bertille, une amie de Lina et reprend son métier tranquille de paysan.

## Lieux de l'action
La plupart des lieux décrits dans le roman existent réellement, sur la rive droite de la vallée de la Vézère, dans le Périgord :
- en particulier le château de l'Herm, lieu d'habitation de la famille de Nansac,
- les villages de Rouffignac-Saint-Cernin-de-Reilhac, de Fanlac, de Bars.

## Personnages
- Jacquou dit « le Croquant » : le personnage principal du livre, de sa plus petite enfance à la fin de sa vie. Enfant, il assiste impuissant aux malheurs qui l'entourent. Peu à peu, il se révolte envers le grand responsable de ceux-ci, le noble de la région, le comte de Nansac.
- Martissou : le père de Jacquou, métayer du comte de Nansac. Il braconne malgré les mises en garde du comte.
- Françou : la mère de Jacquou, brave épouse et mère qui doit travailler dur pour élever son fils. Elle meurt épuisée dans la misère.
- Le comte de Nansac : le noble de la région, habitant le château et propriétaire de nombreuses fermes, de maisons ainsi que d'une forêt. Puissant et très dur, il jette à la rue ceux qui lui résistent. Il ira jusqu'à faire condamner Martissou et emprisonner Jacquou.
- Bonal, curé de Fanlac : le brave curé qui recueille Jacquou devenu orphelin. C'est un prêtre jureur qui a jadis choisi le camp de la Révolution, modèle de justice et de charité, vivant en marge de l'Église officielle[3].
- Le chevalier Galibert : le seul noble parmi les amis du curé de Fanlac. Tous les deux aideront beaucoup les pauvres.
- Lina : fille de la collègue de travail de Françou, elle devient à l'âge adulte la fiancée de Jacquou.
- Bertille : l'amie de Lina qui deviendra plus tard la femme de Jacquou.
- Geneviève de Nansac (alias « la Galiotte ») : fille du comte de Nansac.

## Adaptations audiovisuelles
- 1969 : Jacquou le Croquant, feuilleton télévisé de Stellio Lorenzi[2]
- 2007 : Jacquou le Croquant, film de Laurent Boutonnat[2]
- 2021 : Jacquou le Croquant, jeu vidéo de Horrya

## Adaptation théâtrale
En 1973, Jean Durozier crée avec le Théâtre populaire d'Occitanie (TPO), sur les lieux de l'action à Montignac et dans les villages alentour de la forêt Barade en Périgord, une adaptation du roman d'Eugène Le Roy sous la forme d'un feuilleton théâtral itinérant en six soirées associant les villageois aux comédiens de la compagnie.